# Cantó de Bastia-5
El cantó de Bastia-5 és una antiga divisió administrativa francesa situat al departament de l'Alta Còrsega i a la Col·lectivitat Territorial de Còrsega. Comprèn el districte de Lupino de Bastia. Va desaparèixer el 2015.

## Història
- De 1833 a 1848, els dos cantons de Bastia (Terra Nova i Terra Vecchia) tenien el mateix conseller general. El nombre de consellers generals estava limitat a 30 per departament.[1]

- El cantó de Bastia-5 va ser creat pel decret del 18 d'agost de 1973 arran del desmantellament dels antics cantons de Bastia-I i Bastia-II; pren el nom oficial de "cantó de Bastia-V (Lupino)"».[2]

- Va ser modificat per decret del 20 de gener de 1982 amb motiu de la creació del cantó de Bastia-6.[3]

- El cantó va quedar suprimit pel decret del 26 de febrer de 2014 que va entrar en vigor durant les eleccions departamentals de març de 2015.[4]

## Administració

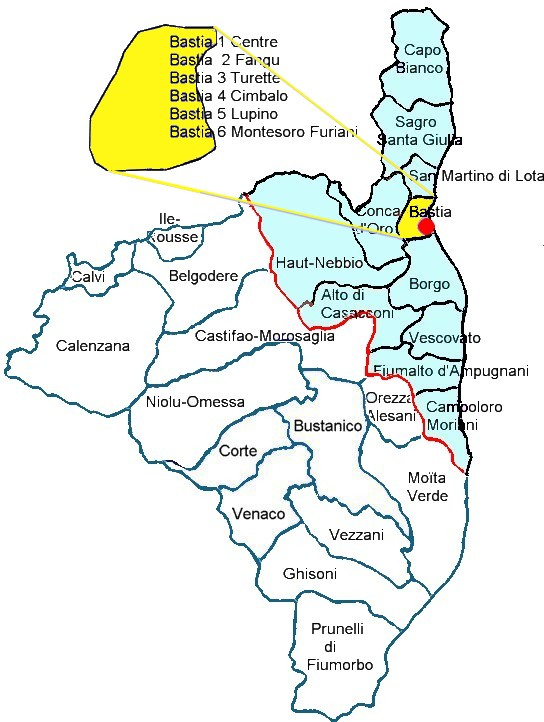
Localització del cantó de Bastia-Lupino

| Període   | Identitat    | Partit | Qualitat |
| --------- | ------------ | ------ | -------- |
| 2001-2015 | Éric Calloni | PRG    |          |

## Composició
| Nom    | Població   | Codi Postal | Codi Insee |
| ------ | ---------- | ----------- | ---------- |
| Bastia | 37 884 (1) | 20200       | 2B033      |

(1) fracció de municipi